# マリア・ロザリオ・ピケロ・バレスカス
マリア・ロザリオ・ピケロ・バレスカス（英語: Maria Rosario Piquero Ballescas、1951年 - ）は、フィリピンの社会学者（地域研究・ジェンダー）。フィラジェームス・セブ会長、静岡県立大学大学院国際関係学研究科附属グローバル・スタディーズ研究センター客員研究員、東洋大学国際共生社会研究センター客員研究員。
フィリピン大学教授、東洋大学国際地域学部教授などを歴任した。

## 概要
地域研究やジェンダーを専攻する社会学者である。女性のエンパワーメントや持続的な開発などについて研究していた。フィリピン大学で後進の育成にあたっていたが、来日し東洋大学で長く教鞭を執った。

## 来歴
1951年（昭和26年）に生まれた。フィリピン大学にて教授に就任し、後進の育成に努めた。日本国においては、東洋大学の国際地域学部にて教授に就任した。国際地域学部においては、主として国際地域学科の講義を担当した。なお、東洋大学では国際共生社会研究センターの研究員も兼務していた。また、他の教育・研究機関の役職も多く兼任していた。フェリス女学院大学においては、2006年度（平成18年度）後期より国際交流学部の客員教授を兼任していた。国際交流学部においては、Philippine SocietyやThe World Poverty Issuesといった科目を担当し、地域社会や国際社会の諸問題について講じた。2017年（平成29年）3月に東洋大学を退職した。
その後、フィリピン共和国のセブ州セブ市にて暮らしており、フィラジェームス・セブの会長として活動している。その傍らで、静岡県立大学の大学院においては、国際関係学研究科の下に設置された附属グローバル・スタディーズ研究センターにて客員研究員を兼任している。古巣である東洋大学においても、国際共生社会研究センターの客員研究員を兼任している。

## 研究
専門は社会学であり、特に地域研究やジェンダーなどに関する分野の研究に従事していた。東洋大学においては、フィリピン共和国の女性のエンパワーメントと持続的な開発について研究していた。セブ州のコミュニティにおける女性の立場の移り変わりや、インクルーシブな環境の形成について調査した。静岡県立大学においては、グローバリゼーション、移民、および、多文化社会についての研究に従事していた。
研究の成果は論文や書籍としてまとめられており、フィリピン共和国において専門書を上梓している。また、社会学者の駒井洋が編纂した学術書の分担執筆に参画するなど、日本国においても複数の専門書を上梓している。
これまでの業績により、日本国とフィリピン共和国との相互理解の促進に功績があったと認められ、2022年（令和4年）に外務大臣表彰を受けている。

## 略歴
- 1951年 - 誕生[5]。
- 2006年 - フェリス女学院大学国際交流学部客員教授[7]。
- 2017年 - 東洋大学退職[1]。

## 賞歴
- 2022年 - 外務大臣表彰[3][7][8]。

## 著作

### 単著
- マリア・ロザリオ・ピケロ・バレスカス著、河口和也ほか訳『フィリピンの子どもたちはなぜ働くのか――アジアの子どもの社会学』明石書店、1991年。ISBN 4750303623
- Ma. Rosario P. Ballescas, Filipino entertainers in Japan -- an introduction, Foundation for Nationalist Studies, 1992. ISBN 971874102X
- マリア・ロザリオ・ピケロ・バレスカス著、小森恵ほか訳『フィリピン女性エンターティナーの世界』明石書店、1994年。ISBN 4750306150
- マリア・ロザリオ・ピケロ・バレスカス著、角谷多佳子訳『真の農地改革をめざして――フィリピン』国際書院、1995年。ISBN 4906319580

### 分担執筆、寄稿、等
- 中本博通編『人口と社会問題』南窓社、1982年。全国書誌番号:82033381
- 駒井洋編『自己実現社会』有斐閣、1987年。ISBN 4641180547
- 駒井洋編『日本のエスニック社会』明石書店、1996年。ISBN 4750307904
- 中村則弘・栗田英幸編著『等身大のグローバリゼーション――オルタナティブを求めて』明石書店、2008年。ISBN 978-4-7503-2738-9